# Carneoryctes tricornutus
Carneoryctes tricornutus är en skalbaggsart som beskrevs av Henry Fuller Howden och Karl Franz Josef Malý 2005. Carneoryctes tricornutus ingår i släktet Carneoryctes och familjen Dynastidae. Inga underarter finns listade.